# Никулино (Селижаровский район)
Никулино — деревня в Селижаровском муниципальном округе Тверской области.

## География
Находится в западной части Тверской области на расстоянии приблизительно 2 км на север по прямой от административного центра округа поселка Селижарово на правом берегу речки Селижаровка.

## История
Деревня была показана ещё на карте 1825 года. В 1859 году здесь (деревня Осташковского уезда Тверской губернии) было учтено 13 дворов, в 1941 — 20. До 2020 года входила в состав Селищенского сельского поселения Селижаровского района до их упразднения.

## Население
Численность населения: 87 человек (1859 год), 7 (русские 100 %) 2002 году, 5 в 2010.